# کهتری
کهتری یک طبقه اجتماعی است که از نواحی مالوا و ماجه در منطقه پنجاب جنوب آسیا سرچشمه می گیرد که عمدتاً در هند و همچنین در پاکستان و افغانستان یافت می شود. کهتری ها ادعا می کنند که  جنگجویانی هستند که به تجارت روی آورده اند. در شبه قاره هند، آنها بیشتر به مشاغل تجاری مانند بانکداری و تجارت مشغول بودند. آنها طبقه مدیریت تجاری و مالی غالب در هند اواخر قرون وسطی بودند.برخی از آنها در پنجاب اغلب به شکل موروثی زمین دار بودند، در حالی که برخی دیگر به مشاغل صنایع دستی مانند تولید ابریشم و بافندگی مشغول بودند.